# Пулсът на парите
„Пулсът на парите“ (на английски: Money Monster) е американски трилър от 2016 г. Режисьор е Джоди Фостър, а сценарият е дело на Алан Ди Фиоре, Джим Коуф и Джейми Линден. Снимките на филма започват на 27 февруари 2015 г. в Ню Йорк. Премиерата е на 12 май 2016 г. на кинофестивала в Кан, а по кината в САЩ и България филмът излиза съответно на 13 и 27 май 2016 г.

## Актьорски състав
| Актьор             | Роля         |
| ------------------ | ------------ |
| Джордж Клуни       | Лий Гейтс    |
| Джулия Робъртс     | Пати Фен     |
| Джак О'Конъл       | Кайл Бъдуел  |
| Доминик Уест       | Уолт Кемби   |
| Катрина Балф       | Даян Лестър  |
| Кристофър Денъм    | Рон Спречър  |
| Джанкарло Еспозито | Маркъс Пауел |
| Кондола Рашад      | Брий         |
| Лени Венито        | Лени         |